# Tanjung Priok
Tanjung Priok, auch Tandjung Priok, ist ein Subdistrikt von Nordjakarta, Indonesien.
Er beherbergt den Haupthafen der Stadt mit gleichem Namen. Der Hafen, Indonesiens geschäftigster, wird von der nationalen Hafengesellschaft PT Pelindo betrieben. In diesem Hafen findet vor allem der Fährverkehr zu den indonesischen Inseln und der Güterverkehr statt. 2017 wurden im Containerterminal 5,7 Millionen TEU umgeschlagen; Tanjung Priok liegt damit vor Bremerhaven an 25. Stelle der bedeutendsten Containerhäfen der Welt.
Im Westen von Jakarta existiert noch ein weiterer Hafen, der im Wesentlichen als Fischereihafen dient.

## Geschichte

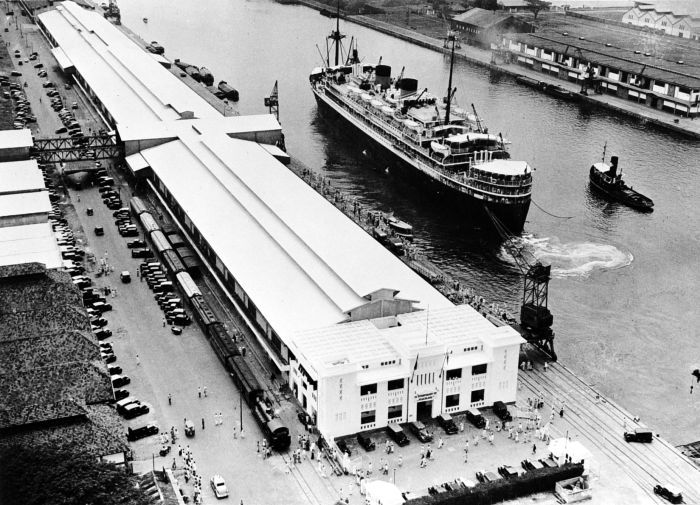
Der Hafen im Jahr 1952

Tanjung Priok wurde im späten 19. Jahrhundert Jakartas Haupthafen. Er ersetzte großteils den alten Hafen von Sunda Kelapa beim Fischmarkt im Westen, als dieser zu klein für den zunehmenden Verkehr in der Folge der Eröffnung des Suezkanals wurde.
Tanjung Priok war auch der Ort eines weithin bekanntgewordenen Ereignisses am 12. September 1984, als Armeekräfte auf eine Gruppe muslimischer Demonstranten schossen. Die Demonstranten waren mit den von der Regierung geplanten Regularien nicht einverstanden, die die Staatsideologie „Pancasila“ zur verpflichtenden Grundlage aller formalen Organisationen machen wollte. Es gab widersprüchliche Berichte zur Zahl der Toten, aber die meisten Quellen besagen, dass hunderte von Demonstranten getötet wurden.
Nach dem Sturz Suhartos wurde dieser Fall wieder aufgerollt, und 2003 wurden vierzehn Menschen, unter ihnen ein früherer Kommandant der „Kopassus“-Spezialtruppen, als Verdächtigte für die Ermordungen von 1984 benannt.
Der Subdistrikt von Tanjung Priok ist in sieben Verwaltungsgebiete unterteilt: Kebon Bawang, Papanggo, Sungai Bambu, Sunter Agung, Sunter Jaya, Tanjung Priok und Warakas.